# Саєд Абдевалі
Саєд Абдевалі (нар. 4 листопада 1989, Андімешк; перс. سعيد عبدولى) — іранський борець греко-римського стилю, чемпіон світу та Азійських ігор, бронзовий медаліст Олімпійських ігор, п'ятиразовий володар Кубків світу.

## Біографія
Боротьбою почав займатися з 2000 року. Дворазовий чемпіон світу серед юніорів (2008, 2009). Чемпіон Азії серед юніорів 2008 року та бронзовий призер 2009 року.
Виступає за борцівський клуб «Шахада». Тренер — Мерсад Галаванд.

## Спортивні результати на міжнародних змаганнях

### Виступи на Олімпіадах
| Змагання                    | Збірна | Вагова категорія                 | Місце  |
| --------------------------- | ------ | -------------------------------- | ------ |
| Літні Олімпійські ігри 2012 | Іран   | греко-римська боротьба, до 66 кг | 11     |
| Літні Олімпійські ігри 2016 | Іран   | греко-римська боротьба, до 75 кг | Бронза |

### Виступи на Чемпіонатах світу
| Змагання                        | Збірна | Вагова категорія                 | Місце  |
| ------------------------------- | ------ | -------------------------------- | ------ |
| Чемпіонат світу з боротьби 2010 | Іран   | греко-римська боротьба, до 66 кг | 14     |
| Чемпіонат світу з боротьби 2011 | Іран   | греко-римська боротьба, до 66 кг | Золото |
| Чемпіонат світу з боротьби 2015 | Іран   | греко-римська боротьба, до 75 кг | 5      |
| Чемпіонат світу з боротьби 2017 | Іран   | греко-римська боротьба, до 75 кг | Бронза |
| Чемпіонат світу з боротьби 2018 | Іран   | греко-римська боротьба, до 82 кг | 5      |
| Чемпіонат світу з боротьби 2019 | Іран   | греко-римська боротьба, до 82 кг | Бронза |

### Виступи на Чемпіонатах Азії
| Змагання                       | Збірна | Вагова категорія                 | Місце  |
| ------------------------------ | ------ | -------------------------------- | ------ |
| Чемпіонат Азії з боротьби 2009 | Іран   | греко-римська боротьба, до 66 кг | Бронза |
| Чемпіонат Азії з боротьби 2014 | Іран   | греко-римська боротьба, до 75 кг | Бронза |
| Чемпіонат Азії з боротьби 2019 | Іран   | греко-римська боротьба, до 82 кг | Золото |

### Виступи на Азійських іграх
| Змагання           | Збірна | Вагова категорія                 | Місце  |
| ------------------ | ------ | -------------------------------- | ------ |
| Азійські ігри 2010 | Іран   | греко-римська боротьба, до 66 кг | Золото |
| Азійські ігри 2014 | Іран   | греко-римська боротьба, до 71 кг | Бронза |

### Виступи на Кубках світу
| Змагання                    | Збірна | Вагова категорія                 | Місце  |
| --------------------------- | ------ | -------------------------------- | ------ |
| Кубок світу з боротьби 2010 | Іран   | греко-римська боротьба, до 66 кг | Золото |
| Кубок світу з боротьби 2011 | Іран   | греко-римська боротьба, до 66 кг | Золото |
| Кубок світу з боротьби 2012 | Іран   | греко-римська боротьба, до 66 кг | Золото |
| Кубок світу з боротьби 2013 | Іран   | греко-римська боротьба, до 55 кг | 7      |
| Кубок світу з боротьби 2014 | Іран   | греко-римська боротьба, до 71 кг | Золото |
| Кубок світу з боротьби 2016 | Іран   | греко-римська боротьба, до 75 кг | Золото |
| Кубок світу з боротьби 2017 | Іран   | греко-римська боротьба, до 75 кг | Бронза |

### Виступи на інших змаганнях
| Змагання                                                  | Збірна | Вагова категорія                 | Місце  |
| --------------------------------------------------------- | ------ | -------------------------------- | ------ |
| Турнір Г. Картозія і В. Балавадзе 2011                    | Іран   | греко-римська боротьба, до 74 кг | Бронза |
| Кубок Ядегара Імама 2012                                  | Іран   | греко-римська боротьба, до 74 кг | Золото |
| Кубок Ядегара Імама 2013                                  | Іран   | греко-римська боротьба, до 74 кг | Золото |
| Чемпіонат світу з боротьби серед військовослужбовців 2013 | Іран   | греко-римська боротьба, до 74 кг | Золото |
| Кубок Ядегара Імама 2014                                  | Іран   | греко-римська боротьба, до 75 кг | Золото |
| Золотий Гран-прі з боротьби 2014 (Сомбатгей)              | Іран   | греко-римська боротьба, до 75 кг | Срібло |
| Клубний чемпіонат світу з боротьби 2015                   | Іран   | команда                          | Золото |
| Кубок Тахті 2016                                          | Іран   | греко-римська боротьба, до 75 кг | Золото |
| Клубний чемпіонат світу з боротьби 2017                   | Іран   | команда                          | Золото |
| Клубний чемпіонат світу з боротьби 2018                   | Іран   | команда                          | Золото |
| Турнір Вехбі Емре і Гаміта Каплана 2019                   | Іран   | греко-римська боротьба, до 82 кг | Бронза |
| Клубний чемпіонат світу з боротьби 2019                   | Іран   | команда                          | Золото |

### Виступи на змаганнях молодших вікових груп
| Змагання                                      | Збірна | Вагова категорія                 | Місце  |
| --------------------------------------------- | ------ | -------------------------------- | ------ |
| Чемпіонат Азії з боротьби серед юніорів 2008  | Іран   | греко-римська боротьба, до 66 кг | Золото |
| Чемпіонат світу з боротьби серед юніорів 2008 | Іран   | греко-римська боротьба, до 66 кг | Золото |
| Чемпіонат Азії з боротьби серед юніорів 2009  | Іран   | греко-римська боротьба, до 74 кг | Бронза |
| Чемпіонат світу з боротьби серед юніорів 2009 | Іран   | греко-римська боротьба, до 66 кг | Золото |